# Lilla Härsjön
Lilla Härsjön är en sjö i Härryda kommun i Västergötland och ingår i Göta älvs huvudavrinningsområde. Elementet "här" i sjöns namn betyder "grå" och syftar troligtvis på vattnets färg. Sjön är 19 meter djup, har en yta på 0,882 kvadratkilometer och är belägen 92,2 meter över havet.

## Delavrinningsområde
Lilla Härsjön ingår i det delavrinningsområde (640800-129480) som SMHI kallar för Inloppet i Stora Härsjön. Medelhöjden är 110 meter över havet och ytan är 7,08 kvadratkilometer. Det finns inga avrinningsområden uppströms utan avrinningsområdet är högsta punkten. Tvärån som avvattnar avrinningsområdet har biflödesordning 4, vilket innebär att vattnet flödar genom totalt 4 vattendrag innan det når havet efter 44 kilometer. Avrinningsområdet består mestadels av skog (79 procent). Avrinningsområdet har 1,26 kvadratkilometer vattenytor vilket ger det en sjöprocent på 17,8 procent.